# Louis Schneider
Louis F. Schneider (ur. 19 grudnia 1901 roku w Indianapolis, zm. 22 września 1942 roku w Indianapolis) – amerykański kierowca wyścigowy.

## Kariera
W swojej karierze Schneider startował głównie w Stanach Zjednoczonych w mistrzostwach AAA Championship Car oraz towarzyszącym mistrzostwom słynnym wyścigu Indianapolis 500, będącym w latach 1923-1930 jednym z wyścigów Grandes Épreuves. W 1930 roku nie był klasyfikowany w mistrzostwach AAA, choć stanął na najniższym stopniu podium wyścigu Indianapolis 500. Rok później uzyskał już pełne prawa startu w AAA Championship Car. Zdobył wówczas mistrzowski tytuł, choć tylko raz odniósł zwycięstwo. Było to jednak zwycięstwo w najwyżej punktowanym wyścigu Indianapolis 500.